# ميريام مانزانو
ميريام مانزانو (بالإنجليزية: Miriam Manzano)‏ هي متزلجة فنية أسترالية، ولدت في 14 فبراير 1975 في سيدني في أستراليا.

## وصلات خارجية
- ميريام مانزانو على موقع الاتحاد الدولي للتزلج (الإنجليزية)